# Bommanayakanahalli, Tirumakudal Narsipur
Bommanayakanahalli là một làng thuộc tehsil Tirumakudal Narsipur, huyện Mysore, bang Karnataka, Ấn Độ.